# もう涙は見せない
『もう涙は見せない』（もうなみだはみせない）は、1993年10月20日から12月22日までフジテレビ系列「水曜劇場」枠で放送されたサスペンスドラマ。主演は後藤久美子。

## 概要
吉本昌弘脚本の作品で、『もう誰も愛さない』『あなただけ見えない』に続くジェットコースタードラマとしてAVECカンパニーが制作した連続ドラマ。
2024年現在、ビデオソフト化は実現していない。

## キャスト
瀬戸碧
演 - 後藤久美子　
生後間もなく母によってカナダ・ケベックの孤児院に預けられ、邦人のシスター、ヨーコに育てられたが、瀬戸兄弟によって誘拐され、日本へ帰国。竜夫の養女となるが、残虐な仕打ちにより、冷酷な性格の娘へと成長して行った。タレント業の傍ら、幼少期に送られて来ていた手紙のイニシャル「KK」を頼りに母を捜す。同時にヨーコの裏の顔なども知る事に。
春日克己
演 - 伊原剛志　
春日一彦と本妻の息子。父とは幼少期に一度会ったのみ（この時に、父の手で体内に、のちに政界を揺るがすことになる一大汚職事件の証拠文書をマイクロフィルム化して埋め込まれた）。母は失恋を苦に自殺したため、天涯孤独に育った。成人後に警察に就職。しかし犯人を追跡する途中、清美の夫（夕貴の父）を巻き込んでしまった事に責任を感じ、送金を続けていた。中盤でトラブルに巻き込まれ、記憶喪失になったことを理由に警察を退職する。碧と惹かれ合う様になるが、異母兄妹疑惑が浮上する。
野口秀人
演 - 清水貴博
帰国した碧と、瀬戸家で経営する養護施設で兄妹同然に育った。碧を愛していたが周囲からの影響で変化。覚醒剤依存になってしまう。
倉持圭子
演 - 墨田ユキ　
克己の恋人だったが、別れを切り出され、清美、そして碧に嫉妬・憎悪を抱く。和夫と政略結婚をしていた時期がある。最終回で暴挙に出る。
春日一彦
演 - 大出俊
郭の部下だったが、彼への当てつけもあり、当時高校生だった清美・香織・佳代を次々に口説いて関係を持ってしまう。のちに清美の母である和美と恋人同士だった事、既婚者で息子がいたこと、自分たちを騙したことを知った3人によって滝つぼに落とされる。その後、未婚で出産した清美によって碧の父に仕立てられていた。死亡したと思われていたが、奇跡的に生存。克己と再会し、清美が隠し通そうとした秘密なども含め、真実を告げたのちに落命。
郭泰陽
演 - 寺田農
清美、佳代、香織の父で実業家。日本名は「川島幸二郎」だが、一時期、海外へ転出していた。　
北原香織
演 - 手塚理美（少女期：駒崎香織）
郭泰陽の愛人の娘で、清美と佳代とは異母姉妹。テレビ局社員から、独立して製作企業を開業。婚歴なし。「K.K.」その一。
西田佳代
演 - 萬田久子（少女期：吉沢瞳）
郭泰陽の愛人の娘で、香織と清美とは異母姉妹。碧の接近で西田の子を流産してしまう。旧姓は喜多嶋。「K.K.」その二。　
加納清美
演 - 名取裕子（少女期：大越史歩）
碧と夕貴の実母で、郭泰陽と加納和美の娘。カナダの孤児院に碧を預け、帰国。数年後に夕貴の父と結婚するが死別。その後は、通訳をしていた。出生の秘密を隠し通すため、碧に冷淡な態度で接する。「K.K.」その三。
加納夕貴
演 - 瀬戸朝香　
清美の娘で高校生。天真爛漫な性格で碧を姉と慕う。重度の心臓病を患い移植手術の為に渡米。碧とは異父姉妹ではある。第8話で死んでしまう。
和田豊彦
演 - 芹澤名人　
西田良樹
演 - 春田純一
佳代の夫で東都銀行の行員。以前から清美に片想いをしていたこともあり、夕貴の手術費用の見返りとして、性的プレイを要求したことがある。副頭取昇格を目の前にして謎の死を遂げる。
瀬戸竜夫
演 - 野口五郎
養護施設の経営者。その後、芸能プロの社長となる。残忍な性格。碧の養父となるが、（性的な意味も含め）虐待を展開する。　
三枝奈津子
演 - 新藤恵美
瀬戸竜夫の愛人で養護施設の共同経営者。残忍な性格で誘拐してきた碧に鞭打った。　
瀬戸和夫
演 - 大澄賢也
竜夫の弟。兄と同じく碧に虐待を加える。
加納和美
演 - 後藤久美子（二役）
清美の母。郭泰陽が最も愛した女だったが、彼の部下である春日一彦と関係を持ったことが発覚し、報復を受けてしまう。

## スタッフ
- 企画：宅間秋史、金田耕司、阿部祐三
- 脚本：吉本昌弘、林誠人
- 演出：楠田泰之、赤羽博、佐藤健光、江口正和
- プロデュース：赤羽博、中島悟
- 主題歌：AMBIENCE「最後の約束 -See you again-」（テイチク）
- 協力：東通、フジアール、渋谷ビデオスタジオ
- 制作：フジテレビ、AVEC

## 放送日程
| 各話                                             | 放送日   | サブタイトル                 | 演出     | 視聴率 |
| ------------------------------------------------ | -------- | ---------------------------- | -------- | ------ |
| 第1話                                            | 10月20日 | 私は碧、まだ愛を知らない     | 楠田泰之 | 14.4%  |
| 第2話                                            | 10月27日 | 私を棄てた日に復讐してやる   | 楠田泰之 | 14.8%  |
| 第3話                                            | 11月03日 | 抱かれるくらい何てことない   | 赤羽博   | 10.2%  |
| 第4話                                            | 11月10日 | 唇を重ねた夜、愛は始まった   | 佐藤健光 | 13.7%  |
| 第5話                                            | 11月17日 | 教えて!本当の母さんを        | 佐藤健光 | 9.0%   |
| 第6話                                            | 11月24日 | 本当の愛を選ぶ時             | 楠田泰之 | 8.9%   |
| 第7話                                            | 12月01日 | レイプ!! 愛する人の目の前で  | 赤羽博   | 14.7%  |
| 第8話                                            | 12月08日 | 禁断の愛の代償、それは妹の命 | 江口正和 | 10.1%  |
| 第9話                                            | 12月15日 | 嘘よ!愛する人が兄なんて!!    | 佐藤健光 | 10.5%  |
| 最終話                                           | 12月22日 | 運命の清算!誰よりも幸せに    | 楠田泰之 | 12.3%  |
| 平均視聴率 11.9%（ビデオリサーチ調べ・関東地区） |          |                              |          |        |